# Willem Breuker Kollektief
Das Willem Breuker Kollektief war eine Amsterdamer Jazz-Formation. Das aus zehn Musikern bestehende Kollektiv wurde 1974 von Willem Breuker gegründet. Es wurde bis zu seinem Tod 2010 von ihm geleitet, und auch ein Großteil des Repertoires stammte von ihm.
Die Gruppe spielte nicht nur ernste Musik, sondern kombinierte vielmehr modernen Jazz und Improvisationskünste mit klassischer Musik und vielen populären Stilrichtungen. Dabei kam auch eine Prise Selbstironie nicht zu kurz. Teilweise wurden auch Situationen theatralisch zugespitzt.

## Werdegang
Zwei Mitglieder der letzten Besetzung, Bernard Hunnekink und Rob Verdurmen, sind Gründungsmitglieder der Gruppe. Zu den Gründungsmitgliedern gehörten weiterhin Bob Driessen (Altsaxophon), Herman de Wit (Tenorsaxophon), Willem van Manen (Posaune), Leo Cuypers (Piano), Jan Wolff (Horn), Boy Raaymakers (Trompete), Lodewijk de Boer (Bratsche), Ronald Snijders (Querflöte) und Maarten Altena (Kontrabass). Zwischenzeitlich gehörten auch Garrett List, Chris Abelen, André Goudbeek, Peter Barkema und Alex Coke zum Kollektief. Nach dem Tod Breukers 2010 ging das Kollektief noch mit seinem Programm Happy End in Europa und Nordamerika auf Tour, für das es auch auf Ideen Breukers zurückgriff. Am Ende des Jahres 2012, am 28., 29. und 31. Dezember 2012, spielte das Ensemble seine letzten Konzerte im Amsterdamer Bimhuis.

## Diskografie
Das Kollektief hat etwa 35 Tonträger veröffentlicht. Hinzu kommen verschiedene Radio- und Fernsehaufnahmen sowie eine DVD mit Gisela May.
Fast alle LPs und CDs sind beim ebenfalls von Willem Breuker gegründeten Label BVHaast erschienen. Dazu zählen unter anderem:
- Celebrating 25 Years on the Road (1999, rec. 1975–1999; mit Buch, 128 S.)
- Overtime/Überstunden (1993)
- Trilogie HUNGER, THIRST, MISERY
  - Hunger (1999) (Mit Loes Luca)
  - Thirst (1997) (Mit Denise Jannah)
  - Misery (2002)